# 近卫宰子
近衛宰子（このえ さいし、1241年（仁治2年）—?），鎌倉時代中期公家女性。近卫兼经之女。鎌倉幕府6代将軍宗尊親王正室。7代将軍惟康親王和掄子女王至母。
文应元年（1260年）2月5日，20歲时作为幕府执权北条时赖的猶子入鎌倉，3月21日，作为19歲的将軍宗尊的正室，称为御息所。时赖猶子相当于北条氏女性嫁给将軍。文永元年（1264年）4月29日，生下惟康王。文永3年（1266年）6月20日，連署在北条時宗邸決定把宗尊親王夫妇送還京都。宰子子惟康送到時宗邸。7月4日，宗尊親王追免将軍職，20日归洛。幕府擁立3歲惟康王为新将軍。女儿掄子女王为後宇多天皇側室，生下禖子内親王。